# ウジェーヌ・テュルパン

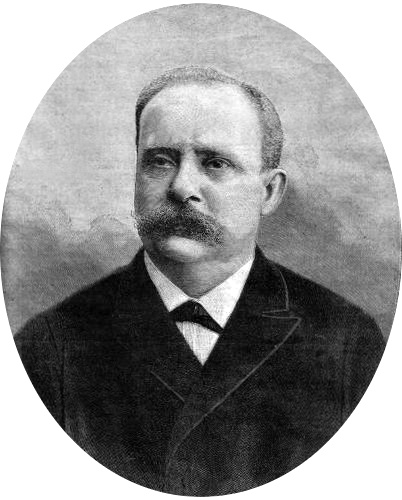
ウジェーヌ・テュルパン（1894年以前の写真）

フランソワ・ウジェーヌ・テュルパン（François Eugène Turpin、1848年 - 1927年1月24日）はフランスの化学者である。爆薬の研究で知られる。パリ近郊のコロンブで暮らした。ポントワーズで没。古い日本語資料ではチュルパンの表記も見られる。
1885年、彼はピクリン酸を発展させてメリニット（mélinite）を作り出した。これは、爆発性を持つが不安定な物質であるピクリン酸を、砲弾の炸薬用に実用化した最初の例である。数年の内にイギリスのリッダイト（Lyddite）、日本の下瀬火薬、オーストリアのエクラジット（Ekrasit）などがこれに続いて開発された。
ジュール・ヴェルヌが1896年に発表した長編小説『悪魔の発明』が、自分をモデルにし、貶めていると感じた彼は、同年10月にヴェルヌを名誉毀損で告訴した。裁判は、レイモン・ポアンカレの弁護により初審（同年12月）、再審（翌年3月）ともにテュルパンの敗訴となった。

## 参考資料
- Biographical References: Pogg. 6 (4), 2708; Boyer, J. La Nature